# 团花锦蛇
团花锦蛇（学名：Elaphe davidi）为游蛇科锦蛇属的爬行动物，俗名黑镶锦蛇、花长虫。在中国大陆，分布于北京、天津、河北、山西、内蒙古、辽宁、黑龙江、山东、陕西等地，主要生活于平原丘陵、山地养蚕场石缝中或柞树上、山路边、石砬子及植被不多的沙壤土山上以及栖于较湿润的石头下或草丛中和开阔的河谷地带。该物种的模式产地在中国。